# Терновский, Алексей Васильевич
Алексей Васильевич Терновский (1920—2000) — литературовед, кандидат филологических наук, профессор, участник Великой Отечественной войны и блокады Ленинграда.

## Биография
А. В. Терновский родился в 1920 году в городе Москва.
Он учился в Московском педагогическом государственном университете (МГПИ) на литературном факультете. В 1940 году Терновский напечатал «Полное собрание сочинений Глазкова», в котором было около двухсот стихотворений, а в 1989 году стал составителем сборника «Воспоминания о Н. Глазкове». Алексей Терновский был учёным-литературоведом, педагогом и поэтом. В своих ранних стихах он увлекался словотворчеством, каламбурными рифмами.
Алексей Васильевич вёл на филологическом факультете спецсеминар по символизму.
В начале Великой Отечественной войны Терновский получил военную профессию связиста. Он воевал на Ленинградском фронте, командовал взводом связистов в 963 батальоне связи, однако закончил войну в Чехословакии. Он был награждён медалями «За оборону Ленинграда» и «За отвагу», а также орденом Красной Звезды.
В послевоенные годы Алексей Васильевич вернулся в МГПИ. В 1952 году он поступил в аспирантуру на кафедру советской литературы. Алексей Васильевич защитил диссертацию «Драматургия Н. Погодина».
Терновский А. В. умер в 2000 году.

## Основные работы
- Драматургия Н. Ф. Погодина периода первой пятилетки («Темп», «Поэма о топоре», «Мой друг»): Автореферат дис. на соискание учен. степени кандидата филол. наук / М-во просвещения РСФСР. Моск. гос. пед. ин-т им. В. И. Ленина. — Москва: б. и., 1956.

## Награды
- Орден Красной Звезды[4]
- Медаль «За оборону Ленинграда»[5]
- Медаль «За отвагу»[4]
- Медаль «За победу над Германией в Великой Отечественной войне 1941—1945 гг.»